# Cohen's Fire Sale
Pour plus de détails, voir Fiche technique et Distribution.
Cohen's Fire Sale est un film muet américain réalisé par Edwin S. Porter, sorti en 1907.

## Synopsis
Devant la boutique de mode de Cohen, un nouvel arrivage de chapeau est accidentellement ramassé par l'éboueur. Le commerçant lésé poursuit dans New York la benne à ordures, afin de ramasser les chapeaux semés…

## Fiche technique
- Titre original : Cohen's Fire Sale
- Réalisation : Edwin S. Porter
- Production Edison Manufacturing Company
- Pays d'origine : États-Unis
- Format : Noir et blanc
- Genre : Comédie
- Durée : 13 minutes
- Date de sortie :
  - États-Unis : 29 juin 1907